# Каратыгин, Василий Михайлович
Василий Михайлович Каратыгин (1890—1968) — советский учёный-медик, доктор медицинских наук (1935), профессор (1934). Основатель уральской школы гастроэнтерологии, автором более 90 научных работ, в том числе трех монографий по проблемам гельминтологии и паразитологии, а также новых методов диагностики.

## Биография
Родился 14 апреля (26 апреля по новому стилю) 1890 года в Пятницком погосте (Успенский Сухачский погост) Белозерского уезда Новгородской губернии в семье священника Успенской Сухачской церкви Каратыгина Михаила Саввича.
Окончил Новгородскую духовную семинарию (1910) и Томский университет (1915).
С 1934 года работал на Урале. В 1934 году был основателем и стал первым заведующим (по 1958 год) клиники госпитальной терапии Свердловского медицинского института. Заведовал кафедрой внутренних болезней и эндокринологии (госпитальной терапии) лечебно-профилактического факультета.
Во время Великой Отечественной войны Василий Каратыгин был главным терапевтом управления эвакогоспиталей и главным терапевтом Свердловского областного здравотдела. Был награжден орденом Красной Звезды.
Умер 24 февраля 1968 года в Свердловске. Похоронен на Широкореченском кладбище города. На надгробии указан день рождения — 27 апреля.
Был женат на Зориной Марии Григорьевне, дочери Зориной (Соколовой) Павлы Петровны.